# Zodiak Commune
Zodiak Commune is een Eindhovens muziekfestival en partyorganisatie.

## Oprichting en vroege jaren (1993–2003)
In 1993 richtte de Nederlandse DJ Zodiak (Marc Pulles) Zodiak Commune op, aanvankelijk als spontane rave na een verjaardag. Zodiak Commune groeide snel uit tot een bekende naam binnen de Nederlandse underground en een invloedrijke speler binnen de Nederlandse elektronische muziekscene, en heeft bijgedragen aan de vorming en ontwikkeling van de scene, met legendarische Acid- en Electro-evenementen.
Zodiak Commune heeft zijn roots in Eindhoven, waar de organisatie begon en gevestigd is. 
Tussen 1993 en 2003 organiseerde de organisatie legendary Acid Rain parties in squats en unieke locaties, zoals:
- Graan Silo, Amsterdam – een verlaten industriële silo
- Pillenfabriek, Eindhoven – een voormalige farmaceutische fabriek
- Jeneverfabriek, Den Bosch – een oude jeneverfabriek
- Kerk, Breda – een buiten gebruik gesteld kerkgebouw
- De gewelven, Utrecht – ondergrondse gewelven
- Stroomhuisje, Eindhoven

Daarnaast werden club-georiënteerde evenementen zoals Acid Virus georganiseerd en grootschalige feesten zoals Liquid Foundation in het Kolpinghuis, Nijmegen (een oud zalencentrum) met internationale artiesten zoals The Advent en Mike Dearborn — mogelijk de eerste grote techno-evenementen in Nederland. Deze evenementen combineerden muziek, geluid, licht en decor tot een totaalconcept en hadden vaak meerdere zalen met uiteenlopende muziekstijlen: Acid house, Electro, Ambient, Techno en Jungle.
In deze periode participeerden DJ’s zoals Zodiak, Wessel, Rick Angel, Lamot, en het VJ-collectief LXD, bekend van hun gestapelde oude beeldschermen. Bezoekers beschreven de feesten vaak als "familiair en inclusief".
Zodiak Commune organiseerde ook King’s Day-festivals, aanvankelijk bij Dynamo in Eindhoven en later bij het Klokgebouw, ook in Eindhoven, speelde een rol als trekker van publiek bij de Legalize Street Parade in Amsterdam, en nam deel aan grotere festivals, zoals met een tent op Mysteryland.

## Zodiak Commune Records (1998–2003)
In 1998 richtte Zodiak Zodiak Commune Records op, een vinyl-first label dat muziek uitbrengt binnen Acid, Acid Techno, Electro Acid en Acid IDM. Het label organiseerde feesten in culturele centra zoals De Effenaar (Eindhoven), Doornroosje (Nijmegen), 013 (Tilburg) en op andere locaties in Nederland en België.

## Overdracht aan de stichting en onafhankelijkheid (2003–heden)
In 2003 droeg Zodiak de partyorganisatie over aan een stichting, waardoor Zodiak Commune sindsdien onafhankelijk opereert van Zodiak zelf. Vanaf dat moment richt de organisatie zich uitsluitend op Eindhoven.
Na de overdracht focuste Zodiak zich volledig op het label Zodiak Commune Records, waarbij hij zijn energie en creativiteit richtte op het uitbrengen van muziek, ontwikkelen van artiesten en organiseren van labelfeesten.
Vandaag de dag zet Zodiak Commune de traditie voort in Eindhoven. Het vlaggenschip van de organisatie is het jaarlijkse King’s Day Festival op Strijp-S, met meerdere podia zowel buiten als binnen in het Klokgebouw, dat duizenden bezoekers trekt. Daarnaast wordt jaarlijks de Zodiak Commune Verjaardagsparty gevierd. Eerdere evenementen, zoals de New Year’s Eve-Feesten en het TACnival zomerfestival in het Temporary Art Center, behoren tot het culturele erfgoed van de organisatie.
Resident DJ’s zijn all-rounders met stijlen variërend van Minimal en Electro tot Drum ’n Bass, Schranz, Acid, Techno, Tekno en Acidtechno. Langdurige leden waren onder andere Solid Decay (live), D=p+cer, Bor, Lamot, en 1NC1N. DJ’s zoals Rick Angel, Saint, Klanklab en Strobewaffle zijn nog steeds actief. Zodiak zelf treedt alleen op uitnodiging op.

## Belangrijk onderscheid
Sinds 2003 zijn Zodiak Commune (de partyorganisatie) en Zodiak Commune Records (het label) volledig losstaande entiteiten, met aparte teams en activiteiten. Zodiak blijft volledig betrokken bij het label, maar niet bij de feestorganisatie.